# Таубман, Фридрих
Фридрих Таубман (Таубманн) (нем. Friedrich Taubmann, лат. Taubmanus; 15 мая 1565, Вонзес, герцогство Бавария — 24 марта 1613, Виттенберг) — немецкий учёный, филолог, гуманист и новолатинский поэт, педагог, профессор поэзии и изящных искусств в Виттенберге.

## Биография
Родился в семье сапожника, рано остался сиротой. Обладая большими способностями и желанию учиться, получил хорошее образование в латинской школе в Кульмбахе, потом в гимназии при цистерцианском монастыре. С 1590 года работал учителем в семьях дворян.
В 1592 году, благодаря стипендии ансбахского маркграфа, поступил и обучался в университете Виттенберга. В том же году опубликовал свой первый сборник поэзии Martinalia & Bacchanalia, которая в 1593 году принесла ему звание поэта-лауреата.
После окончания университета был оставлен в альма матер в качестве профессора, в 1595 году получил докторскую степень в области права и стал заведующим кафедрой поэтики — должность, которую он занимал до конца своей жизни. Трижды избирался деканом, а в 1608 г. был назначен проректором университета. В числе его учеников был Каспар фон Барт.
Сочинитель латинских стихов, гуманист широких познаний, Фридрих Таубман отличался острым умом. Его поэтическое дарование и веселый юмор высоко ценились и он был приглашён в Дрезден ко двору саксонского курфюрста Кристиана II Саксонского, при котором стал чем-то вроде «учёного шута», а официально — советником по увеселениям («застольным советником») и «официальным паразитом» за столом курфюрста («паразитами» в те времена называли людей при владетельных особах, их терпели на пирах, но за лакомые кусочки «паразит» был обязан веселить пирующих; это происходило двояким способом: либо паразит выкидывал какую-нибудь шутку, к таким и принадлежал профессор Таубман, либо гости выкидывали шутки и издевались над паразитом). Заблуждения своего времени он старался побороть насмешкой и серьёзно настаивал на основательном изучении языков и литературного наследия древних.
Доказательством его стремлений могут служить, кроме «Dissertatio de lingua latina» (Виттенберг, 1602), его издания Плавта (Виттенберг, 1605) и Вергилия (Виттенберг, 1609 и 1612).
Таубман — автор элегантных новолатинских стихов («Lusus duo juveniles, Martinalia & Bacchanalia», Виттенберг, 1592; «Columbae poeticae, sive carminum variorum», Виттенберг, 1594; «Melodaesia, sive epulum musaeum», Лейпциг, 1597; «Война ангелов» — «Bellum Angelicum»), славился своими остроумными изречениями, а также веселыми выходками и розыгрышами, подчас довольно рискованными.
Собрание его шутливых стихов, острот и афоризмов, а также анекдотов о нём и из жизни студентов под названием «Таубманниана» («Taubmanniana, oder des sinnreichen Poetens Friedrich Taubmanns nachdenkliches Leben, scharfsinnige Sprüche, kluge Hof- und scherzhafte Studentenreden, wie auch dessen denkwürdige Gedichte etc.») было опубликовано в 1702 году, а затем во Франкфурте и Лейпциге (1713, издание приуроченное к 100-летней годовщине смерти учёного).
Таубман, известный своими остротами, был, по-видимому, примечательной личностью, поскольку его жизни посвящено несколько книг, написанных как в XVII веке (Каспар фон Барт, «Glänzende Taubenflügel, das ist, ausführlicher Bericht von dem Leben und Todt Herrn Friedrich Taubmanns von Friedrich Brandt», Копенгаген, 1675), так и в последующие века (А. W. Genthe, «Friedrich Тaubmann als Mensch und Gelehrter», Лейпциг, 1859; Friedrich W. Ebeling, «Zur Geschichte der Hofnarren: Friedrich Taubmann», 1884; Ф. Эберт «Жизнь и труды Ф. Таубмана»,1885; Dieter Münch, «Der humorvolle Poet und Philologe Friedrich Taubmann», Bayreuth, 1984).